# 向韶站
向韶站位于中华人民共和国湖南省湘潭市湘潭县石潭镇及湘乡市接壤处，是沪昆铁路上的火车站。车站由广州局集团娄底车务段管辖，目前不办理客货运业务。
向韶站原名马圫铺站，始建于1938年，后在战争中被毁。后车站在1959年随湘黔铁路湘潭至湘乡段修复工程的完工而通车:544。
1967年新建连接湘黔铁路和毛泽东故居韶山韶山铁路，尖兵连一共勘测了5条线路后决定自马圫铺接轨。车站随后迁址至湘潭县及湘乡县境并在铁路通车后更名向韶站。至1988年车站设有4条股道，包括1条正线和3条到发线:500:545。湘黔铁路复线化后其中一条到发线改建为正线。